# أتوم إكويان
أتوم أجويان (بالإنجليزية: Atom Egoyan)‏، ولد في 19 يوليو 1960, هو مخرج كندي من أصل مصري أرميني، اشتهر بإخراج الأفلام التي لها طابع العزلة والغربة وطابع البيروقراطية للأنظمة الحاكمة. دائما ما تتصف أفلام أجويان بأنها غير مرتبة في أحداثها وفي بنيتها.
حصل أجويان في عام 2008 على جائزة دان ديفيد في مجال العودة إلى إبداع الماضي.

## الحياة والمهنة
ولد أجويان باسم أتوم ييغويان بمدينة القاهرة، وهو ابن شوشان وجوزيف ييغويان الرسامين المصريين من أصل أرميني. وسمي أتوم بهذا الاسم نسبة إلى المفاعل النووي الذي كان من المقرر إنشاؤه في هذه الفترة في مصر. في عام 1962 غادر والدا أتوم مصر متجهين إلى كندا حيث استقروا في مدينة فيكتوريا بمقاطعة كولومبيا البريطانية وغيرا لقبهما من ييغويان إلى أجويان. لأجويان أيضا أخت تسمى ايف وهي عازفة بيانو.
حصل أجويان على أربع جوائز كلها من مهرجان كان ومهرجان تورونتو.

## أعمال أجويان
1984 : Next of Kin
1987 : Family Viewing
1989 : Speaking Parts
1991 : The Adjuster
1993 : Calendar
1994 : Exotica
1997 : The Sweet Hereafter
1999 : Felicia's Journey
2002 : Ararat
2005 : Where the Truth Lies
2008 : Adoration
2009 : Chloe

## وصلات خارجية
- Ego Film Arts - official Web site
- أتوم إكويان على موقع IMDb (الإنجليزية)
- أتوم إكويان على موقع الموسوعة البريطانية (الإنجليزية)
- أتوم إكويان على موقع روتن توميتوز (الإنجليزية)
- أتوم إكويان على موقع مونزينجر (الألمانية)
- أتوم إكويان على موقع قاعدة بيانات الأفلام العربية
- أتوم إكويان على موقع ألو سيني (الفرنسية)
- أتوم إكويان على موقع أول موفي (الإنجليزية)
- أتوم إكويان على موقع بوكس أوفيس موجو (الإنجليزية)
- أتوم إكويان على موقع قاعدة بيانات الأفلام السويدية (السويدية)
- أتوم إكويان على موقع إن إن دي بي (الإنجليزية)
- Order of Canada Citation
- CTV.ca Filmmaker Egoyan set to teach at U. of Toronto
- Canadian Film Encyclopedia
- northernstar.ca